# Elektroluminescencja

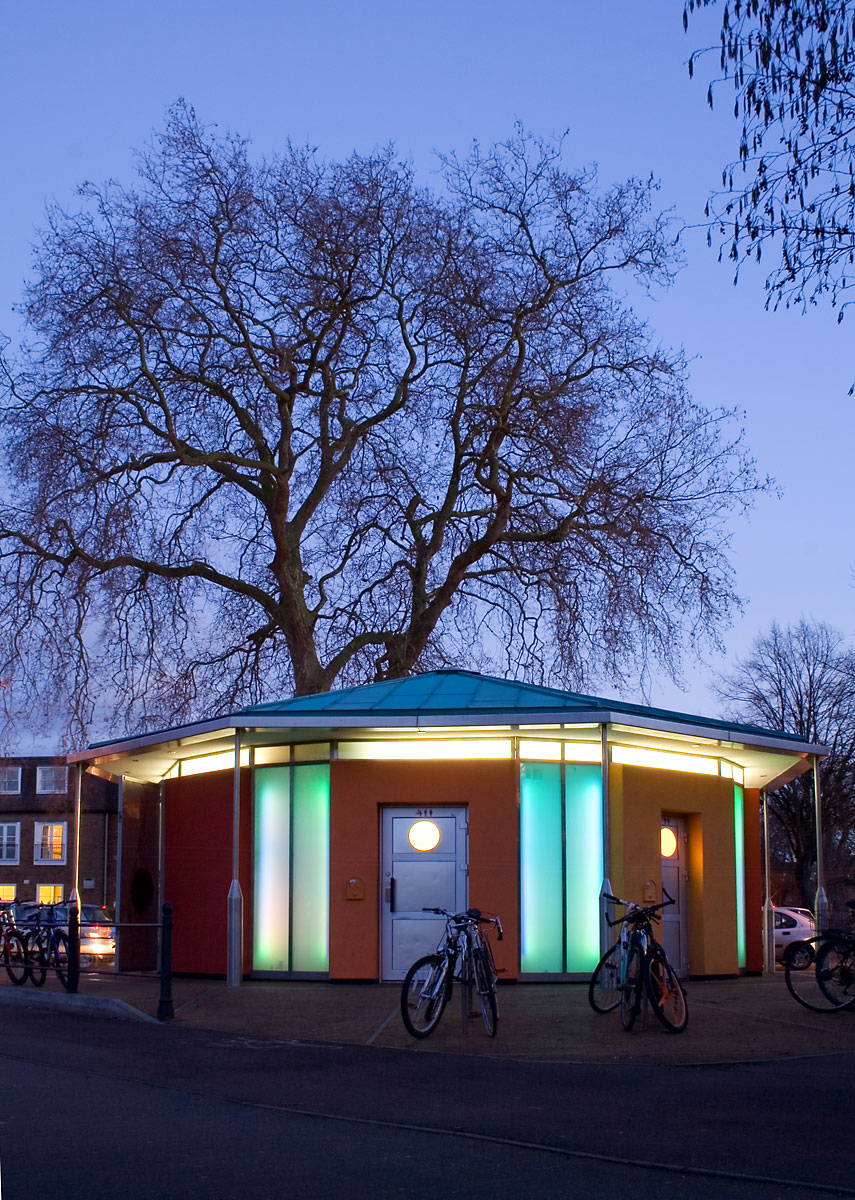
luminescencja

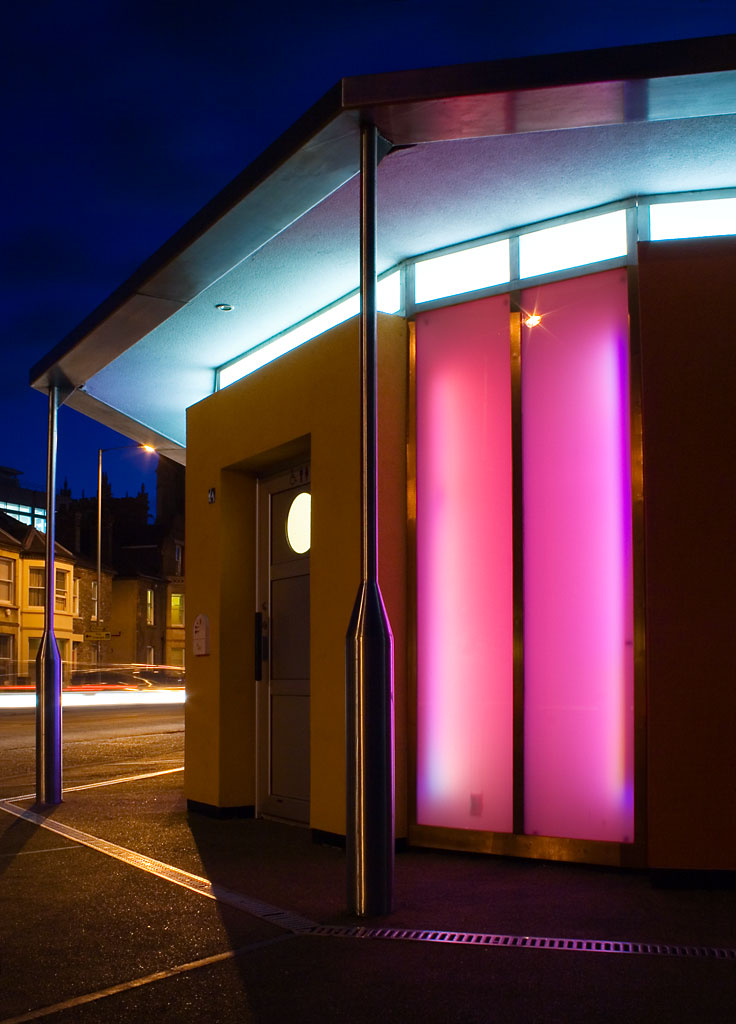
luminescencja

Elektroluminescencja – zjawisko luminescencji w ciałach stałych i gazach pod wpływem przepływu prądu, wyładowania elektrycznego, pola elektrycznego, fali elektromagnetycznej.
Zjawisko elektroluminescencji w gazach wykorzystano przy budowie lamp jarzeniowych.
W półprzewodnikowych złączach p-n elektroluminescencja jest wynikiem rekombinacji elektronów i dziur, podczas której elektron oddaje energię w postaci fotonu (światła).